# Genurellia
Genurellia is een geslacht van rechtvleugeligen uit de familie veldsprinkhanen (Acrididae). De wetenschappelijke naam van dit geslacht is voor het eerst geldig gepubliceerd in 1931 door Sjöstedt.

## Soorten
Het geslacht Genurellia  is monotypisch en omvat slechts de volgende soort:
- Genurellia cylindrica (Sjöstedt, 1931)